# Línea 83 (Córdoba)
La Línea 83, es una línea de transporte urbano de pasajeros de la ciudad de Córdoba, Argentina. El servicio está actualmente operado por la empresa TAMSE.
La línea 83 fue inaugurado el 1 de marzo de 2014, por la implementación del nuevo sistema de transporte público y operada por ERSA Urbano, el 15 de agosto de 2020, Ersa le redujo el recorrido de la 83 hasta Villa Belgrano y su recorrido actualmente termina en Monseñor de Andrea y Juan Ruffo. El 30 de septiembre de 2021, la Municipalidad de la ciudad le quita a Ersa los corredores 3 y 8 y pasan a manos de T.A.M.S.E. y Coniferal donde actualmente opera.

## Recorrido
De Bº José Ignacio Díaz a Bº Villa Páez.
 Servicio diurno.
Ida:  De Camino La Carbonada – Av. Gral. Manuel Savio – Juan del Risco y Alvarado – Chirinos de Posadas – Colectora – Cruza Av. Circunvalación – Colectora – Juan de la Guardia – Escalante – Chirinos de Posadas – Segredo de Molina – Diego de Torres – Miguel de Mármol – Obispo Castellano – Lucio Mansilla – Enrique Berduc – Asturias – Provincias Vascongadas – Castilla – Salamanca – Valladolid – Av. Madrid – Av. Cruz Roja Argentina – Av. Rogelio Nores Martínez – Haya de la Torre – Av. Ciudad de Valparaíso – Av. Los Nogales – Av. Concepción Arenales – Av. H. Yrigoyen – Rotonda Plaza España – Bv. Chacabuco – Av. Maipú – Sarmiento – Humberto Primo – Nicolás Avellaneda – Puente Avellaneda – Av. Castro Barros – Soler – Martin García – Federico Brandsen – Neuquén – Bialet Massé – Dr. Eliseo Cantón – Puente Cantón – Dr. Eliseo Cantón – Av. Octavio Pinto – Costanera – Monseñor de Andrea hasta Dr. Ángel Roffo. 
Regreso:  Dr. Ángel Roffo – Dr. Arturo Orgaz – Dr. Faustino Tronge – Av. Ramón Bautista Mestre Sur – Puente Cantón – Pje. Benjamín Cruz – Carlos Casaffousth – El Chaco – Av. Castro Barros – Pte. Avellaneda – Nicolás Avellaneda – Av. Colón – Av. Gral. Paz – Av. Vélez Sarsfield – Av. Hipólito Yrigoyen – Plaza España – Av. H. Yrigoyen – Av. Concepción Arenales – Av. Ciudad de Valparaíso – Av. Cruz Roja Argentina – Av. Madrid – Valencia – Bilbao – Asturias – Enrique Berduc – Lucio Mansilla – Diego de Torres – Segredo de Molina – Chirino de Posadas – Escalante – Juan de la Guardia – Colectora – Cruce Av. Circunvalación – Colectora – Chirino de Posadas – Juan del Risco y Alvarado – Av. Gral. Manuel Savio – Camino a La Carbonada.